# Aaron Burckhard
Aaron Burckhard (n. Aberdeen, Estados Unidos; 14 de noviembre de 1963) es un baterista que tocó para Nirvana en 1987.
No estuvo con el grupo cuando grabó su primer demo en el estudio Reciprocal Recording en Seattle en 1988, pero regresó por un corto periodo esa primavera antes de ser reemplazado por Dale Crover.
Posteriormente tocaría en Attica. Burckhard apareció en las primeras 5 canciones del box set With the Lights Out.
- Datos: Q1990978